# Carlos Pracht
Carlos Pracht Ferrer (Barcelona, 22 de julio de 1949) es un médico y político español. Fue diputado de Ciudadanos en el Congreso de los Diputados durante la XI legislatura de España.

## Biografía
Nacido en Barcelona en 1949, Pracht es médico y cirujano.
Desarrolló su carrera profesional como médico durante más de 40 años. Fue miembro del Consejo Asesor de la Consejería de Sanidad de Madrid y fundó diferentes organizaciones con fines sociales como son la Asociación de Colaboración Socio-sanitaria de Cantabria o la Fundación para el Europaciente.

## Carrera política
Pracht empezó a colaborar con Ciudadanos desde su fundación en Cantabria, en 2014 y concurrió a las Elecciones Autonómicas de Cantabria de 2015 como número seis, no resultando elegido diputado.
En julio de 2015, Pracht se presentó a las primarias para encabezar la lista de la formación naranja al Congreso de los Diputados por Cantabria, resultando elegido candidato.
Tras las Elecciones Generales del 20 de diciembre de 2015, Pracht fue elegido diputado en el Congreso. Durante la brevísima legislatura, Pracht ejerció de portavoz adjunto en las comisiones de Sanidad y Servicios Sociales y en la Mixta de Relaciones con el Defensor del Pueblo. Fue, además, vocal de la comisión para las Políticas Integrales de Discapacidad.